# Bencze Mihály
Bencze Mihály (Négyfalu (Csernátfalu), 1954. november 20. –) matematikus, tanár, költő. Matematikai munkássága mellett a csángó művészet kutatója, népszerűsítője. Kutatásainak köszönhetően Zajzoni Rab István és Tóthpál Dániel hétfalusi csángó költők művei és életrajzuk újból megjelentek.

## Élete
Szülei Bencze Mihály (sz. 1919. szeptember 25.) kőműves és Tomos Ilkó Anna (sz. 1926. január 1.) voltak. Tanulmányait a csernátfalusi 3-as számú iskolában kezdte (1961–1968), majd hosszúfalusi Elméleti Líceumban folytatta, ahol 1973-ban leérettségizett. 1973–74-ben a Bodzavásár (Buzău) város UM. 01708 katonai egységénél teljesítette a hadkötelezettségét mint topográfus.
Egyetemi tanulmányait a kolozsvári Babeș–Bolyai Tudományegyetem matematika karán folytatta, ahol Maurer Gyula témavezetése mellett 1978-ban sikeres államvizsgát tett. Az egyetemi évek alatt (1974–1978) Matematika Kört vezetett és a kolozsvári „Visszhang” diákrádió szerkesztésében is közreműködött.
1978–1990 között a brassói Vörös Zászló Középiskola, 1990-től pedig, a Áprily Lajos Főgimnázium matematikatanára. 2013 szeptemberétől 2018 szeptemberéig a bukaresti magyar tannyelvű Ady Endre Líceum igazgatója, valamint a bukaresti Petőfi Művelődési Központ igazgatóhelyettese volt. 2018 szeptemberétől visszatért a brassói Áprily Lajos Főgimnáziumba matematikát tanítani.
2010. december 18-án PhD fokozatot szerzett a Craiovai Egyetemen (Románia), doktori értekzésének címe: New Inequalities based on Convexity.
Három gyermek apja. 2020-ban megözvegyült.

## Munkássága
Erdélyben, 1980. december 11-én megszervezte az első Rubik-kockaforgatók első városi bajnokságát. A díjazottak a brassói Vörös Zászló diákjai voltak, akik ezt követően meghívást kaptak a Budapesten rendezett Rubik-kockaforgatók Világbajnokságára, de a szocialista hatalom nem engedte sem Bencze Mihályt, sem a diákjait szerepelni. Ezt követően még öt évig szervezte Erdélyben a bajnokságot.
2019 tavaszán újra megszervezte a Rubik-kockforgató bajnokságot Brassóban, az Áprily Lajos főgimnáziumban. Majd egy táncversenyt is szervezett az akkori 10. osztályoknak.

### Iskolaalapítóként
1989 decemberében részt vállalt abban a bizottságban, amelynek célkitűzése volt az önálló brassói magyar középiskola létrehozása. Mivel csak felemás megoldás született, politikailag és a sajtóban is folytatta a küzdelmet a végleges megoldásért. Gyűlést szervezett, az elfogadott határozatot a hazai intézményekhez eljuttatta. Választ nem kapván, 2002-ben személyesen beadja az Európai Parlamentnek. Ő kezdeményezte 1998-ban a Főgimnáziumi státus jogosságát, amit 2004-ben elfogadtatott, s a Főgimnázium Áprily Lajos nevét vette fel. Ugyancsak 1989 decemberében részt vett abban a bizottságban is, amelynek célkitűzése volt az önálló hétfalusi (Brassó melletti csángó-magyar település) magyar középiskola létrehozása. Az általa kezdeményezett Zajzoni Rab István nevet a Brassó megyei bizottság elfogadta.
1990-ben megalakította a jogilag hivatalosan bejegyzett Wildt József Tudományos Társaságot, 1997-ben pedig az Áprily Lajos Középiskola keretében megalakította a Wildt József Tantermet. A Wildt József Tudományos Társaság középiskolások és egyetemi hallgatók szakmai támogatásával foglalkozik, számos diáklapot jelentetve meg (Visszhang, Szimfónia, Szemfog, Galaxis, Pegazzus, Üzenet, Erdélyi Bumeráng, Erdélyi Matematikai Lapok, Vadrózsák). A Társaság diákkonferenciákat, tudományos diákköröket és versenyeket is szervez évente többször is.
1993-ban Brassóban megalapította a Fulgur Kiadót (hivatalosan bejegyzett), aminek célja magyar könyvek kiadása. Ez idő alatt több mint 20 könyvet jelentetett meg, és több folyóirat szerkesztését, megjelentetését vállalta fel.
A 2000. április 21–28-án Brassóban megrendezett Romániai Matematikai Olimpiát több millió lej értékű Octogon szaklappal támogatta.

### Az Erdélyi Magyar Matematikai Versenyek alapítója
1977-ben matematikai versenyindító próbálkozását a kommunista politika megakadályozza, így csak a Babes-Bolyai Egyetem Matematikai könyvtárának a Hirdetőtábláján maradt nyoma. 1984-ben sikerült egy fél évig a bukaresti Ifjúmunkás országos lap keretén belül Kockafej névvel a versenyt megszerveznie, de sajnos ezt is betiltották. 1989-ben újra próbálkozott a Brassói Lapok keretében Kobak néven az országos versennyel, de a rendszerváltás más irányba terelte. Végül 1990-ben megalapította az Erdélyi Magyar Matematika Versenyt, ami azóta párhuzamosan zajlik a román matematikai versenyekkel.
Erdélyt 10 körzetre osztotta fel, ahol a selejtezők zajlanak, majd 200 diák vesz részt a záróversenyen. A versenyeket Sepsiszentgyörgyön „Székely Mikó”, Csíkszeredában „Márton Áron”, Székelyudvarhelyen „Bolyai János”, Marosvásárhelyen „Bolyai Farkas” és „Hegyi Lajos”, Brassóban „Neumann János” és „Wildt József” nevén szervezik. Ezekről a versenyekről az erdélyi, magyarországi lapok is beszámolnak, valamint híreik az interneten is olvashatók.

### A Nemzetközi Magyar Matematikai Versenyek alapítója
1991-ben Szegeden a Rátz László Vándorgyűlésen Oláh Györggyel közösen, Bencze Mihály megalapította a Nemzetközi Magyar Matematikai Versenyt, amelyet azóta is évente folyamatosan megrendeznek.
Helyszínek: Rév-Komárom (1992, Felvidék), Vác (1993), Ungvár (1994, Kárpátalja), Paks (1995), Székelyudvarhely (1996, Erdély), Kaposvár (1997), Szabadka (1998, Délvidék), Debrecen (1999), Dunaszerdahely (2000, Felvidék), Nagykanizsa (2001), Sepsiszentgyörgy (2002, Erdély), Eger (2003), Nagydobrony (2004, Kárpátalja), Miskolc (2005), Zenta (2006, Délvidék), Szeged (2007), Kassa (2008, Felvidék), Gyula (2009, Magyarország), Szatmárnémeti (2010, Erdély), Bonyhád (2011, Magyarország), Kecskemét (2012), Győr (2013), Csíkszereda (2014, Erdély), Szabadka (2015, Délvidék), Budapest (2016, Magyarország), Somorja (2017), Kaposvár (2018, Magyarország), Marosvásárhely (2019, Erdély), Miskolc (2023, Magyarország).
2014-ben megalapította a Nemzetközi Magyar Matematikaversenyt az 5–8. osztályosok számára is.

### József Wildt International Mathematical Competition alapítója
1990 óta évente megszervezi ezt a neves versenyt, amire a világ számos országából érkeznek megoldások (USA, Kanada, Európa, Kína, India stb.). A verseny leközlését az Octogon Mathematical Magazine vállalta fel.
E verseny a Román Tanügyminisztérium akkreditált versenye, és hivatalosan szerepel annak versenynaptárában és honlapján

### A Zajzoni Rab István–díj alapítójaként
Bencze Mihály 2005-ben megalapította a Zajzoni Rab István-díjat, ami először 2006. október 1-jén került kiosztásra. A díjazottak Kovács László, Kovásznai Miklós, György Papp Margit, Koszta István. A díjat minden évben kiosztják. A díjazásban azok részesülnek, akik Hétfalu művelődési, oktatási, szellemi, gazdasági életében kimagaslóan tevékenykedtek, életművükkel hozzájárultak nemzeti közösségünk értékeink gyarapításához és népszerűsítéséhez.

### Magyar könyvtárak támogatója
1990 óta több ezer könyvet adományozott a brassói Áprily Lajos Főgimnázium, a négyfalusi Zajzoni Rab István Középiskola, a türkösi római katolikus egyház, a Brassó-belvárosi római katolikus egyház, a sepsiszentgyörgyi Székely Mikó Középiskola, a csíkszeredai Márton Áron Gimnázium, a kolozsvári Sapientia Tudományegyetem könyvtárának, valamint diákjainak.

### Diáklapok szerkesztője, mentora
Diákjait megtanította lapokat szerkeszteni. Évek során diákjai a vezetése és támogatása mellett a következő diáklapokat szerkesztették:
1. HIPSTERN (irodalom-politika), 1985–1990 (szamizdat lap – eredeti példányokat a Széchényi Könyvtár őrzi), Vörös Zászló Középiskola, Brassó
2. VISSZHANG (magazin), 1992–1998, Áprily Lajos Középiskola, Brassó
3. GALAXIS (matematika), 1994–, Áprily Lajos Középiskola, Brassó
4. SZEMFOG (irodalom), 1995–, Áprily Lajos Középiskola, Brassó
5. SzINFÓniA (matematika és informatika), 1996–, Áprily Lajos Középiskola, Brassó
6. ERDÉLYI MATEMATIKAI LAPOK, 2000–, Áprily Lajos Középiskola, Brassó
7. VADRÓZSÁK (irodalom), 2001–, Áprily Lajos Középiskola, Brassó
8. ERDÉLYI BUMERÁNG (vicclap), 2002–, Áprily Lajos Középiskola, Brassó
9. ÜZENET (zenei lap), 2003–, Áprily Lajos Középiskola, Brassó

### Szaklapok főszerkesztőjeként
1. GAMMA (1978–1989) matematikai szaklap, harmadévenkénti megjelenéssel, Vörös Zászló Középiskola, Brassó. 1989 májusában a román kommunista hatóságok betiltották
2. HIPSTERN (1985–1990) irodalmi, kulturális és politikai szamizdat lap, Vörös Zászló Középiskola, Brassó, Románia
3. BRASSÓI FÜZETEK (1990–) ISSN 1222-5665, irodalmi, történelmi és kulturális lap, Brassó
4. ERDÉLYI MATEMATIKAI LAPOK (1995–) ISSN 1454-0304, matematikai lap, Brassó
5. OCTOGON MATHEMATICAL MAGAZINE (1993–) ISSN 1222-5657, nemzetközi matematikai lap, Brassó
6. VADRÓZSÁK (1990-) irodalmi lap, Brassó
7. ERDÉLYI BUMERÁNG (2002–), vicclap, Brassó
8. ÜZENET (2003–), zenelap, Brassó, Románia
9. BUKARESTI MAGYAR ÉLET (2013–)

## Konferenciákon való részvétel
1974–2007 között 150 hazai és főként nemzetközi matematikai konferencián vett részt, tudományos dolgozatok bemutatásával.
1. Románia (Kolozsvár, Nagybánya, Arad, Szatmár, Székelyudvarhely, Szováta, Marosvásárhely, Csíkszereda, Sepsiszentgyörgy, Brassó, Pitești, Temesvár, Szeben, Bukarest, Craiova)
2. Magyarország (Budapest, Miskolc, Debrecen, Szeged, Komárom, Eger, Pécs, Szombathely, Kaposvár stb.)
3. Szlovákia (Pozsony, Rév-Komárom, Dunaszerdahely)
4. Ukrajna (Ungvár, Munkács)
5. Szerbia (Újvidék, Palics, Szabadka)
6. Németország (Berlin, Potsdam, Mannheim, Frankenthal, Darmstadt, Heilbronn)
7. Franciaország (Párizs)
8. Hollandia (Amszterdam)
9. Svájc (Zürich)

## Díjai, értékelése
1. Man of the year – 2003 (American Biographical Institute, USA), 2003. augusztus 22.
2. Exclusive Nomination for The Contemporary Hall of Fame (American Biographical Institute, USA), 2003. október 3.
3. American Medal of Honor (Governing Board of Editors of the American Biographical Institute, USA), 2003. október 17.
4. Man of the year – 2004 (American Biographical Institute, USA), 2004. július 1.
5. Nomination as International writter of the year 2004 (International Biographical Centre, Cambridge, England), 2004. augusztus 13.
6. International Peace Prize (United Cultural Convention, USA), 2004. december 3.
7. International Peace Prize (United Cultural Convention, USA), 2005. február 4.
8. 2005 Man of Archievement Award (American Biographical Institute, USA), 2005. július 3.
9. American Medal of Honor (Governing Board of Editors of the American Biographical Institute, USA), 2005. július 24.
10. Nomination as International Professional of the year – 2005 (International Biographical Centre, Cambridge, England), 2005. augusztus 19.
11. Man of the year – 2005 (American Biographical Institute, USA), 2005.
12. Top 100 Communications 2006 (International Centre, Cambridge, England), 2005. november 4.
13. Diploma (110 ani de apariție neîntreruptă a Gazetei Matematice din România), 2005.
14. Ezüstgyopár díj (Romániai Magyar Pedagógusok Szövetsége, Teleki Oktatási Központ, Szováta, Románia), 2005. október 15.
15. The Global Year of Excellence – 2006 (International Centre, Cambridge, England), 2006. július 9.
16. 2000 Outstanding Intellectuals of the 20's Century (International Centre, Cambridge, England), 2006. október 6.
17. Man of the year – 2006 (American Biographical Institute, USA), 2006.
18. The World Medal of Freedom (American Biographical Institute, USA), 2006. augusztus 10.
19. Gold Medal for Romania (American Biographical Institute, USA), 2006. december 15.
20. Farkas Gyula-emlékérem (Kolozsvár – Csíkszereda, Sapientia Egyetem, Románia), 2006. november 25.
21. Apáczai–díj (Romániai Magyar Pedagógusok Szövetsége, Teleki Oktatási Központ, Szováta – Csíkszereda, Románia), 2006. december 12.
22. Gheorghe Lazăr-diploma, I. fokozat, 2007
23. International Peace Prize 2007 (The United Cultural Convention of USA)
24. Beke Manó Emlékdíj, 2008, Bolyai János Matematikai Társaság, Budapest, Magyarország.
25. Apáczai dicséret (Romániai Magyar Pedagógusok Szövetsége, Teleki Oktatási Központ, Szováta, Csíkszereda, Románia), 2008. október 18.
26. Diplomă de excelentă, MECTS, Bukarest, 2012. november 14.
27. Az American Romanian Academy of Arts and Sciences (ARA) levelező tagja, 2013. április 1.
28. Az Erdélyi Magyar Közművelődési Egyesület (EMKE) Kun Kocsárd-díja, 2013. április 13., Protestáns Teológia, Kolozsvár
29. A Magyar Művészetért Ex Libris-díja, átadta dr. Gubcsi Lajos, Reménységháza, Brassó, 2013. július 7.
30. Emléklap, a Magyarok Világszövetsége alapításának 75. évfordulóján a nemzetszolgálatáért, átadta Patrubány Miklós MVSZ elnök, MVSZ székháza, 2013. augusztus 18. Budapest
31. Bonis Bona-díj, Magyar Tehetségsegítő Szervezetek Szövetsége, Nemzeti Színház, Budapest, a díjat dr. Hoffmann Rózsa, az Emberi Erőforrások Minisztériumának közoktatásért felelős államtitkára adta át, 2013. augusztus 23.[7]
32. Apáczai-díj gyémánt fokozata (Romániai Magyar Pedagógusok Szövetsége, Teleki Oktatási Központ, Szováta, 2014. október 11.)
33. Zajzoni Rab István díj (Brassó, 2015. szeptember 27.)
34. Magyar Érdemrend lovagkeresztje (polgári tagozat), 2017[8]
35. Európai Polgár díj, 2017[9]
36. Herczeg Ferenc-díj[10]

## Megjelent művei
Könyvek:
1. Bencze Mihály és Jancsik Pál: A Cenk árnyékában, Brassói Költők Antológiája, Fulgur Kiadó, Brassó, 1995 ISBN 973-96000-0-X
2. Bencze Mihály: Lélekvándorlás (versek, 1972–1996), Fulgur Kiadó, Brassó, 1996 ISBN 973-96000-5-0, 276 oldal
3. Bencze Mihály: Erdélyi és Nemzetközi Magyar Matematikai Versenyek (1984–1997), Fulgur Kiadó, Brassó,  1997 ISBN 973-96000-9-3
4. Bencze Mihály: Pogány Madonna (versek, 1996–1998), Fulgur Kiadó, Brassó, 1998 ISBN 973-98342-1-3, 324 oldal
5. Bencze Mihály: Erdélyi és Nemzetközi Magyar Matematikai Versenyek (1997–2002), Fulgur Kiadó, Brassó, 2002 ISBN 973-98342-3-X
6. Bencze Mihály és Magdó János: Zajzoni Rab István összegyűjtött írások, Fulgur Kiadó, Brassó, 2094 ISBN 973-98342-4-8
7. Bencze Mihály: Tóthpál Dániel élete és irodalmi munkássága, Fulgur Kiadó, Brassó, 2006 ISBN 973-98342-9-9
8. Bencze Mihály, Yuhua Fu and Linfan Mao: Scientific Elements (International Book Series), Vol. I, ILQ, USA, 2007 ISBN 978-1-59973-041-7
9. Bencze Mihály and Šefket Arslanagič: A Mathematical Problem Book, COBISS, BH-ID: 1637194, Szarajevó, 2008 ISBN 978-9958-9073-0-2, Bosznia és Hercegovina, 224 oldal
10. Bencze Mihály: Erdélyi és Nemzetközi Magyar Matematikai Versenyek (2003-2008), Fulgur Kiadó, Brassó, 2009 ISBN 978-973-88255-4-3, 617 oldal
11. Bencze Mihály és Virginia Marinescu: The International Conference – Mathematical Education in the Current European Context (1), Studis Kiadó, Jászvásár, 2011 ISBN 978-606-8242-98-9
12. Shan-He Wu and Mihály Bencze: Selected Chapters of Mathematical Analysis, STUDIS Publishing House, Jászvásár, Románia, 2011 ISBN 978-606-624-061-1, 366 oldal
13. Bencze Mihály és Virginia Marinescu: The International Conference – Mathematical Education in the Current European Context (2), Studis Kiadó, Jászvásár, 2012, ISBN 9786066241526
14. Mihály Bencze: New inequalities based on convexity, LAP LAMBERT Academic Publishing, Németország, 2012 ISBN 978-3-659-18544-1
15. Ovidiu T. Pop, Nicusor Minculete, Mihály Bencze: An introduction to quadrilateral geometry, Editura Didactica si Pedagocica, R.A., 2013 ISBN 978-973-30-3324-0
16. Shan-He Wu and Mihály Bencze: Selected Problems and Theorems of Analytic Inequalities, STUDIS Publishing House, Jászvásár, Románia, 2012 ISBN 978-606-624-124-3
17. Bencze Mihály és Virginia Marinescu: The International Conference-Mathematical Education in the Current European Context (3), Studis Kiadó, Jászvásár, 2013 (a katalógusokban formailag hibás ISBN-nel szerepel) ISBN 978-606-475-6
18. Bencze Mihály: Visszapillantó tükör, Studis Kiadó, Jászvásár, Románia, 2013 ISBN 978-606-624-177-9 Online hozzáférés